# Julius Axel Kiellman-Göranson
Julius Axel Kiellman-Göranson, född 22 november 1811 på Gripsholm, Kärnbo, död 10 februari 1869 i Uppsala, var en svensk präst och författare. Han var far till Immanuel Kiellman-Göranson.

## Biografi
Kiellman-Göranson var son till Lars Axel Göranson, kamrer på Gripsholm slott och Maria Sofia Lindbom. Han var gift med Augusta Charlotta Ekerman. Vid sidan av prästyrket ägnade han sig åt omfattande skribentarbete. Han skrev predikningar, vittra kalendrar, skolböcker, noveller, romaner och texter till planscher. Han medverkade i olika tidningar och arbetade som översättare. Mångsidigheten var typisk för flera av tidens författare. Av hänsyn till yrket använde Kiellman-Göranson ofta pseudonymerna Nepomuk eller Norna Gäst i det skönlitterära författandet. I slutet av 1850-talet drabbades han av ett slaganfall som gjorde honom fysiskt och psykiskt svag under resten av levnadstiden.

### Prästämbetet
Kiellman-Göranson blev inskriven vid Uppsala universitet hösten 1820. Han prästvigdes i Uppsala till pastorsadjunkt i Täby, 1837, blev komministeradjunkt i Klara församling, Stockholm, samma år och var vice komminister där 1 maj-30 september 1839. Hösten 1839 tjänstgjorde han som Stockholm stads konsistorii adjunkt. Han var vice kateket i Klara församling 1 januari-30 juni 1840 och hade samtidigt tjänst som förste lärare på sjömannasällskapets skola i Stockholm från 25 maj 1840. En komministratur i Västeråker och Dalby, Uppsala från och med 1843 ersattes 1858 av samma tjänst i Jakobs och Johannes församling, Stockholm. Från 1862 var han kyrkoherde i Västeråker och Dalby.

### Författarskap
Kiellman-Göranson blev tidigt bekant med August Blanche och när han flyttade till Stockholm blev kretsen runt denne hans främsta umgänge. Många av dessa var medarbetare på tidskriften Freja, så även Kiellman-Göranson som själv blev redaktör för tidskriften 1843-1844. Han var också med i den litterära föreningen Aganippiska brunnssällskapet. Kiellman-Göranson publicerade sina första dikter 1837. Hans poesi syntes framför allt i Freja, men också i Gustaf Henrik Mellins "Vinterblommor” och i veckotidningen Stockholms Figaro. Hans dikter kännetecknas av kvardröjande romantiska drag efter mönster av Carl Jonas Love Almqvist som han kände personligen. 
Kiellman-Göranson ansåg snart själv att han hade mer att ge som prosaförfattare än som lyriker. Inledningsvis författade han kortprosa, influerad av den moderiktning som påverkades av Dickens, med humor och ansatser till realism. Dessa berättelser i det mindre formatet var populära i Frejakretsen. Kiellman-Göransons specialiserade sig på karikatyrer av äldre original, nu i borgerlig Stockholmsmiljö.
Som många samtida prosaberättare inspirerades han under 1840-talets senare hälft av sensationsromanen som Eugène Sue gjort så populär. Dessa romaner, som var längre än tidigare, byggde på spännande men osannolika intriger med rutinartade karaktärsteckningar. Kiellman-Göranson använde gärna inslag av främmande miljöer, i synnerhet Frankrike, varifrån en högboren person ibland kunde träda in i handlingen. Men lika villigt skildrade han platser han själv var väl förtrogen med, exempelvis Stockholm eller Dalby. I Trollets son från 1848 begagnade författaren liknande metoder som Walter Scott. Topografi, etymologi och folksägner bidrog till att skildra en förfluten epok, i detta fall brytningstiden vid kristendomens intåg i Sverige.
På 1850-talet anpassade han författandet efter den litterära opinionen i och med att han återvände till berättelser i kort format. Berättelserna speglade mer närliggande verkligheter, ofta Stockholm eller Uppland. Sensationsromanernas liberala ansatser fanns kvar men författaren vände sig nu delvis emot Sues åsikter att storstäder fungerade som grogrund för kriminalitet. Medan romantiken kunde betraktas som lite onyttig i dessa sena berättelser lyftes borgerlighetens åskådning, av samma slag som hos Balzac, fram som realistiskt faktum.

### Valda och samlade utgåvor
- Noveller / af Nepomuk (Kiellman-Göranson) (2., genomsedda uppl). Stockholm: Bonnier. 1884-1887. Libris 2156873 - 6 volymer.